# マリー・プロクシュ
マリー・プロクシュ（Marie Proksch、1836年 - 1900年5月17日）は、チェコのピアニスト、音楽教師、作曲家。

## 生涯
マリーはプラハに生まれた。父は盲目のピアニスト、作曲家で、教師としてはスメタナを教えたヨゼフ・プロクシュであり、プラハにおいて彼女は父の下で音楽を学んだ。1856年から1857年にかけて演奏旅行に出かけており、途中のパリには数ヶ月滞在するなどして、コンサートピアニストとして知られるようになっていく。父が1864年に死去すると、彼女は兄弟のテオドア・プロクシュ（Theodore-）と共に、父が1830年にプラハに設立した音楽アカデミー（Musikbildungsanstalt）の運営を引き継いだ。1876年にテオドアがこの世を去った後は、ピアノ曲の作曲もするようになった。